# Trikose
Trikose en serbe latin et Trikosë en albanais (en serbe cyrillique : Трикосе) est une localité du Kosovo située dans la commune/municipalité de Leposavić/Leposaviq, district de Mitrovicë/Kosovska Mitrovica. Selon des estimations de 2009 comptabilisées pour le recensement kosovar de 2011, elle compte 18 habitants, dont une majorité de Serbes.

## Géographie
Trikose/Trikosë est située à 5 km au sud-est de Leposavić/Leposaviq, dans la communauté locale de Leposavić/Leposaviq.

## Démographie

### Évolution historique de la population dans la localité
| 1948 | 1953 | 1961 | 1971 | 1981 | 1991 | 2009 |
| ---- | ---- | ---- | ---- | ---- | ---- | ---- |
| 30   | 32   | 27   | 19   | 16   | 18   | 18   |

|  |